# 長野県道121号上小田切臼田停車場線

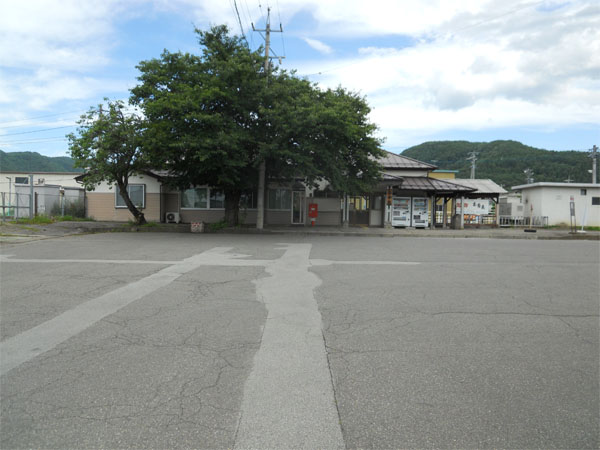
JR小海線臼田駅

長野県道121号上小田切臼田停車場線（ながのけんどう121ごう かみおたぎりうすだていしゃじょうせん）は、長野県佐久市を通る一般県道。

## 概要
2019年（令和元年）には、下小田切バイパスから国道141号までの区間（延長927.1m、幅員6.2～15.0m）を佐久市道52-64号線として認定する議案が佐久市議会で可決された上、この区間は本県道から除外された。

### 路線データ
- 起点：佐久市上小田切
- 終点：佐久市友越（小海線臼田駅）

## 歴史

### 年表
- 2018年（平成30年）3月19日：下小田切バイパスが開通[4]。

## 路線状況

### バイパス

#### 下小田切バイパス
- 起点：佐久市下小田切 （国道141号「城山」信号付近）
- 終点：佐久市下小田切 佐久臼田インターチェンジ付近
- 延長：1.340km[5]

## 地理

### 通過する自治体
- 長野県
  - 佐久市

### 接続する道路
- 国道141号 - 佐久市下小田切（下小田切交差点）
- 長野県道93号下仁田臼田線 - 佐久市臼田 - 下越（臼田駅前交差点） ※一部重複
- 長野県道2号川上佐久線 - 佐久市下越 ※一部重複

### 周辺
- 佐久市立臼田小学校[6]